# New Richmond, West Virginia
New Richmond är en ort i Wyoming County i delstaten West Virginia, USA.